# Кобоплу (Ісар)
Кобоплу — руїни укріплення X—XIII століття, розташовані на однойменній горі (також званої Кабоплу, Кабоньлу, Кабоп-Кая, Кавоплу) за 3,5 км на північний захід від села Кизилташ на Південному березі Криму.

## Опис
Укріплення розташоване на куполоподібній вершині гори висотою 993 м, з крутим південним скельним урвищем. Прохід на вершину можливий лише єдиною стежкою із заходу через невелику ущелину на схилі. Раніше це була колісна дорога. У середньовіччі вона перекривалася в деяких місцях невисоким парапетом — потреби в інших оборонних спорудах не було. Внутрішні розміри фортеці 155 на 90 м, вона має площу 0,9 гектара, на якій видно руїни приблизно 12 будівель на природних терасах розмірами 6,4 × 3,5-5 м. По всій території розсіяна середньовічна кераміка, на найвищій точці плато за слідами вирубки в скелі визначають залишки великої споруди, можливо, церкви. Фортеця була розташована (разом з укріпленням Гелін-Кая) біля стародавньої торгової дороги (зараз — ледь помітною і дуже давно занедбаною) з Південного берега у внутрішні райони півострова. Існує версія, що фортеця була побудована феодоритами на кордоні з капітанством Готія генуезьких колоній і як «противага» Гурзуфської фортеці.